# Kodiak Island

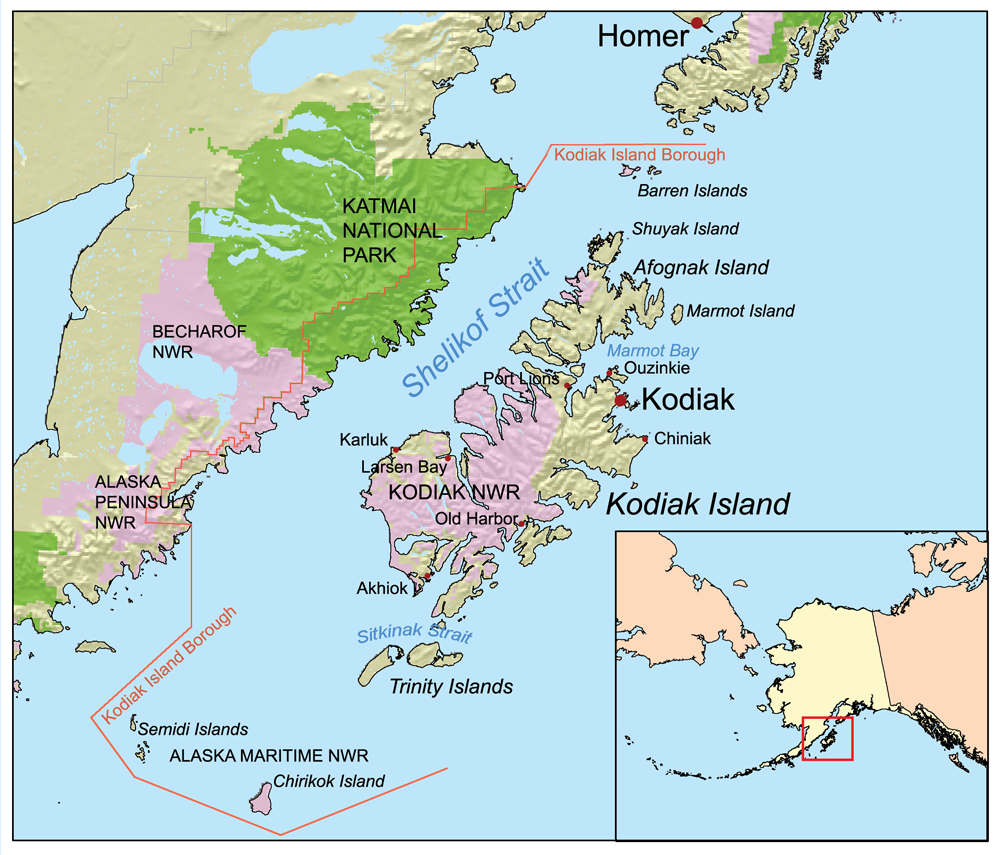
Karta över distriktet Kodiak (Kodiak Borough), som består av Kodiakön och delar på fastlandet (avgränsat med röd linje).

Kodiak Island är en 9 293 km² stor ö vid Alaskas södra kust med cirka 13 400 invånare (2005). Den är separerad från fastlandet av Shelikof Strait och är den näst största ön i USA, efter ön Hawaii.

## Geografi
Kodiakön har en yta på 9 293 km², är 160 km lång, och har en bredd på mellan 16 och 96 km. Den är huvudön i en ögrupp som den har fått namngiven efter sig, Kodiaköarna (Kodiak Archipelago).
Ön är mycket bergig med sönderskurna kuster och är täckt med täta skogar i norr och öster, men är ganska trädlös i söder. Ett relativt milt klimat råder på ön och det finns många även på vintern isfria och skyddade vikar som användes flitigt som förankringsplatser för båtar av tidiga pälsjägare och andra utforskare.
Större delen av ön är idag ett naturreservat (National Wildlife Refuge). Kodiakbjörnen och Kodiakkrabban är inhemska på ön. Ön, som år 2005 hade cirka 13 400 invånare, administreras som del av Kodiak Borough, det county som även inkluderar en kuststräcka på fastlandet.

## Historia

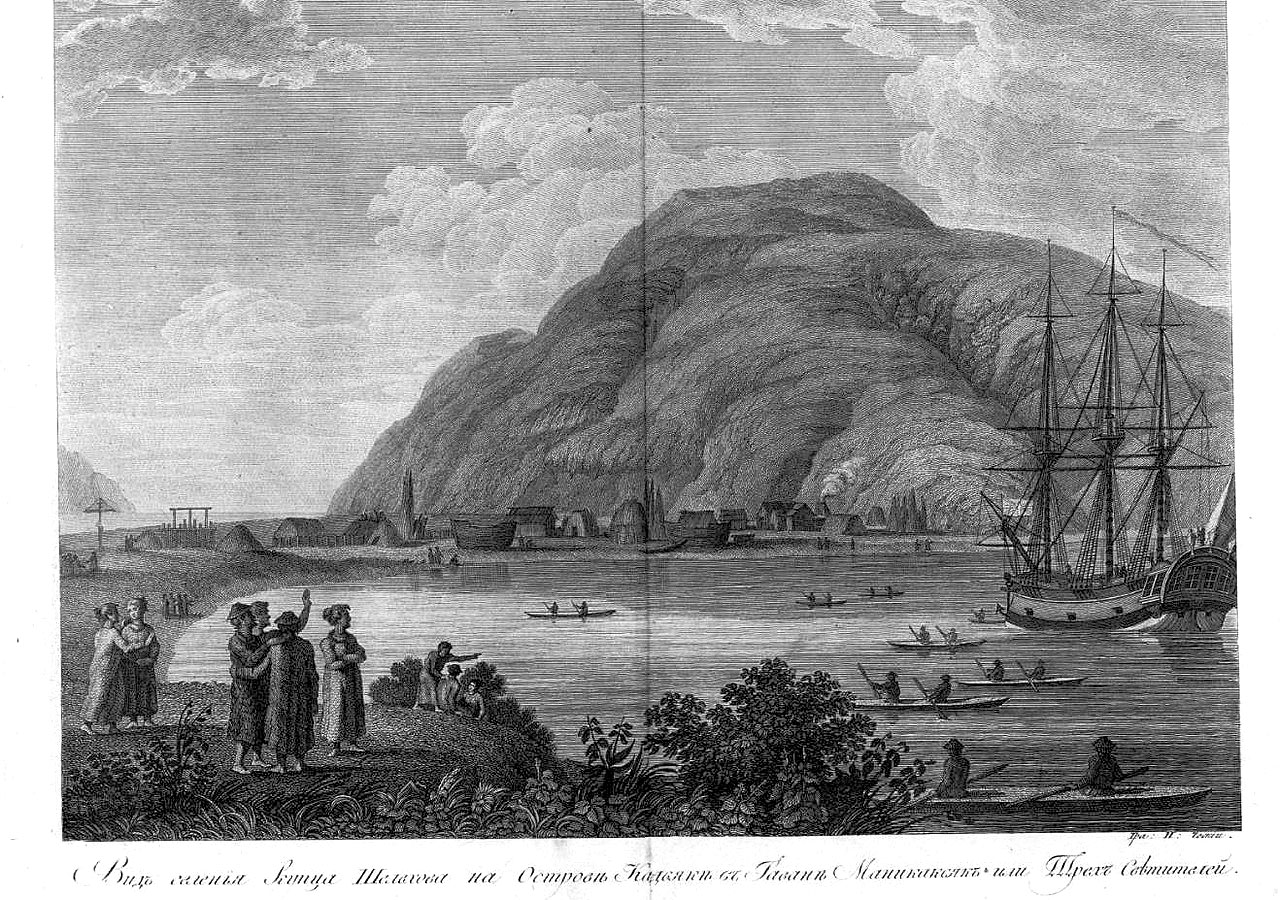
Grigory Shelikovs bosättning på Kodiakön.

Kodiak är ursprungslandet för Koniaga, en Alutiiqnation. Dessa levde som jägare, fiskare, odlare och samlare. De första västerlänningar som kom till ön var ryska upptäcktsresande, ledda av Grigory Shelikhov, som grundade en rysk bosättning (se även Ryska Amerika) på ön vid Three Saints Bay 1784 inte långt ifrån nuvarande staden Kodiak. Sedan Alaska köptes av USA 1867 flyttade amerikanska jägare och rävuppfödare till Kodiakön.
1912 drabbades ön av att vulkanen Novarupta (tidigare ansågs felaktigt att utbrottet kom från en annan vulkan, Mount Katmai) på fastlandet fick ett stort utbrott som täckte ön med aska, något som orsakade både materiella skador och dödsfall. Ön drabbades också av det mycket våldsamma Långfredagsskalvet 1964, den kraftigaste jordbävningen i USA:s historia, vilket orsakade en tsunami som förstörde mycket av staden Kodiak.

## Etnologi
Ursprungsbefolkningen, koniaga, utforskades av europeiska upptäcktsresanden som förundrade sig över utövandet av manlig konkubinage: "En kodiakmor väljer ut sin vackraste och mest lovande son, klär ut honom och sköter honom som en flicka, lär honom endast hushållssysslor, håller honom till kvinnoarbete, associerar honom med flickor och kvinnor, allt för att göra hans kvinnlighet fullständig. När sonen når en ålder på tio eller femton år gifts han bort till en rik man som betraktar en sådan följeslagare som ett stort förvärv. Dessa män kallas Achnutschik eller Shopans." -Richard Francis Burton i sin sista essä.

## Nutid
Kodiakön är en del av distriktet Kodiak Island Borough of Alaska. Den största staden på ön är Kodiak. Andra viktiga orter är Ahkiok, Old Harbor, Karluk, Larsen Bay, Port Lions och Ouzinki.
Fiske är en viktig sysselsättning på ön och inkluderar fiske efter lax, hälleflundra och krabba. Karluk River är känd för dess laxar som tar sig upp för strömmen i stora mängder. Skogsavverkning, boskapsuppfödning, konservtillverkning och koppargruvor är andra exempel på sysselsättningar. På ön finns också en stor station tillhörande USA:s kustbevakning, Integrated Support Command Kodiak.